# Gabinete Europeu de Associações de Bibliotecas, Informação e Documentação
O Gabinete Europeu de Associações de Bibliotecas, Informação e Documentação (Em inglês: European Bureau of Library, Information and Documentation Associations), mais conhecido como EBLIDA, é uma associação independente de associações e instituições de bibliotecas, informação e documentação situadas na Europa. Criada em 1992, a EBLIDA nasceu de uma persistente necessidade das bibliotecas europeias cooperarem em questões comuns que enfrentavam, particularmente aquelas causadas pela falta de integração das bibliotecas nas políticas e estratégias europeias. A EBLIDA concentra-se principalmente na legislação europeia sobre bibliotecas, no impacto das bibliotecas na sociedade e nos Objetivos de Desenvolvimento Sustentável (ODS) na Europa. É composta por um Conselho de membros, um Comité Executivo, um Secretariado, e órgãos opcionais, como Comissões Permanentes e Grupos de Peritos. A associação é também representada por um Presidente eleito e um Diretor nomeado. Em março de 2023, a EBLIDA tinha 122 membros de todos os países da União Europeia, representando aproximadamente 70.000 bibliotecas individuais e 100 milhões de utilizadores de bibliotecas em toda a Europa.

## História

### Fundação
A EBLIDA foi criada em 1992 devido à falta de consideração pelas bibliotecas nas iniciativas culturais europeias. No entanto, a necessidade de criar uma associação europeia de bibliotecas foi expressa pela primeira vez durante a conferência da Federação Internacional de Associações e Instituições de Bibliotecas (IFLA), realizada em Brighton, Reino Unido, em 1987. Três anos mais tarde, em 1990, foi organizada uma reunião em Londres pela Library Association (LA) (que mais tarde se tornou o Chartered Institute of Library and Information Professionals (CILIP) ), que resultou na criação de um grupo de trabalho encarregado da preparar a criação de uma nova organização europeia de associações de bibliotecas, informação e documentação. Um ano mais tarde, em maio de 1991, o grupo de trabalho conseguiu chegar a um acordo sobre o mandato e a estrutura básica da nova organização. Esta organização deveria ter como missão representar e defender os interesses das bibliotecas nos projetos da Comissão Europeia – particularmente no que diz respeito à legislação –, promover a cooperação entre os membros e a comunicação com a Comissão e outras instituições políticas. A assembleia constituinte da EBLIDA foi realizada pelas suas associações fundadoras em Haia, nos Países Baixos, em 12 de junho de 1992.

### 1992-2000
A EBLIDA foi inicialmente fundada para abordar questões de direitos de autor, empréstimos, e acesso à informação. A associação atingiu seu primeiro marco nesse sentido logo após seu nascimento, com a Diretiva do Conselho 92/100/CEE, de 19 de novembro de 1992, relativa ao direito de aluguer, ao direito de comodato e a certos direitos conexos aos direitos de autor em matéria de propriedade intelectual .
Em 1996, a EBLIDA trabalhava com a Organização Mundial da Propriedade Intelectual (OMPI) na melhoria dos tratados sobre direitos de autor na era digital. Em 2000, o grupo de peritos em direitos de autor da EBLIDA, juntamente com o Conselho da Europa (COE), editou as Diretrizes sobre a Legislação e a Política de Bibliotecas na Europa – que foram descritas em 2016 como “o melhor documento europeu sobre este tema nos últimos tempos”.
Em meados da década de 1990, a associação assumiu também um papel de comunicação, ao promover programas europeus entre os seus membros e garantindo que as informações chegassem a eles por meio de uma revista trimestral e uma lista de discussão.
Como uma associação de bibliotecas, a EBLIDA é também uma defensora da liberdade de expressão e informação. Isto tornou-se particularmente claro quando apoiou publicamente as bibliotecas francesas que enfrentaram a censura da Frente Nacional em 1995-1996.
A década de 1990 é considerada a “Era de Ouro dos Programas Europeus”  e as bibliotecas não foram excluídas: os programas “Bibliotecas” e “ Telemática para Bibliotecas ” marcaram um período de cooperação e desenvolvimento dos serviços de biblioteca na Europa, e a EBLIDA participou através de propostas de projetos bem-sucedidas financiadas pelos programas – por exemplo, a Plataforma Europeia de Utilizadores de Direitos de Autor (ECUP). O programa “Telemática para Bibliotecas” chegou ao fim em 1998, sintoma do fim dos programas de financiamento centrados nas bibliotecas. Atualmente, os projetos de bibliotecas estão distribuídos por vários programas da UE.
Com o fim da era de ouro dos Programas Europeus e a aproximação dos crescentes desafios trazidos pelos avanços tecnológicos, o novo milénio representa um ponto de viragem para a EBLIDA: teve que se concentrar ainda mais na acessibilidade da informação, e em particular, no mundo digital.

### 2001-2018
No início do novo milénio, as preocupações da EBLIDA com a acessibilidade da informação num mundo digital são evidentes. O ano de 2001 representa outro marco na historia da organização, pois, após anos de lobby, a EBLIDA teve um impacto positivo na Directiva INFOSOC (2001/29/CE) de 22 de Maio de 2001 relativa à Harmonização de Certos Aspectos do Direito de Autor e dos Direitos Conexos na Sociedade da Informação.
Da mesma forma, embora o financiamento europeu deixasse de ter como alvo direto as bibliotecas, a EBLIDA era uma participante ativa em projetos europeus mais amplos que visavam boas práticas no mundo digital. Por exemplo, de 2001 a 2003, a EBLIDA foi membro da PULMAN (Public Libraries Mobilising Advanced Networks), cujo objectivo era estimular a partilha de políticas e boas práticas de organizações culturais, incluindo bibliotecas, na era digital. Mais tarde, em 2014, a associação foi parceira na criação da ELINET (European Literacy Policy Network), uma rede que teve como objetivo melhorar as políticas de literacia – incluindo a literacia digital – na Europa, entre 2014 e 2016. Os esforços da EBLIDA nesta matéria foram reforçados em 2008, quando se associou à Ligue des Bibliothèques Européennes de Recherche (LIBER) para criar um Grupo Conjunto de Peritos sobre Digitalização e Acesso Online.
Durante este período, a associação também deu um passo significativo no seu trabalho em prol da igualdade ao ser um participante ativo na conferência que levou ao Tratado de Marraquexe, adotado em 2013, que se dedica a facilitar o acesso de pessoas com deficiência visual a obras publicadas. A EBLIDA continuou a investir no seu trabalho de comunicação e transmissão de informação, evidente em iniciativas como o Dia do Direito à Leitura Eletrónica (Right to e-Read Day), que teve lugar em 2014, ou o Library Advocacy 4 EU! em 2015.

### 2019-Presente
O ano de 2019 marca uma mudança de direção no trabalho da EBLIDA. Apesar de permanecer fiel ao seu papel de defensora das bibliotecas, as suas linhas de ação adaptaram-se às novas realidades: deixou de olhar para os direitos de autor de uma perspectiva jurídica para passar para uma perspectiva económica e alargou a sua ação para investir mais na Agenda 2030 das Nações Unidas para o Desenvolvimento Sustentável, no empréstimo de livros digitais (e-books), na democracia e na equidade.  A EBLIDA tem também investido no desenvolvimento e na cooperação em projetos submetidos à União Europeia para financiamento. Um exemplo bem-sucedido é o projeto Resourcing Libraries in the European Union (RL:EU), que está em curso sob a coordenação do Public Libraries 2030 (PL2030) e em parceria com a PiNA.
O investimento da EBLIDA na implementação dos Objetivos de Desenvolvimento Sustentável nas bibliotecas resultou na criação de três relatórios sobre os ODS e as bibliotecas, duas ferramentas – o SDG-KIC (Centro de Conhecimento e Informação)  e a Matriz EBLIDA, com uma nova ferramenta, o E-PANEMA, que se espera que seja a sua sucessora – e recursos de formação, como o Guide for Library Applicants: European Structural and Investment Funds (ESIF) 2021-2027 . Da mesma forma, um exemplo do trabalho da EBLIDA sobre empréstimos de livros digitais é o Handbook on comparative e-lending policies in Europe que analisa em profundidade as realidades dos empréstimos de livros digitais na Europa, questionando os atuais estereótipos sobre o assunto.
No que diz respeito à legislação referente a bibliotecas e ao direito da informação, a EBLIDA atingiu um marco com a aprovação pelo Comité de Ministros do Conselho da Europa da Recommendation CM/REC(2023)3 of the Committee of Ministers to Member States on Library Legislation and Policy in Europe, em abril de 2023. A Recomendação representa uma actualização e uma melhoria das Diretrizes do Conselho da Europa/EBLIDA sobre Legislação e Política de Bibliotecas na Europa, que foram aprovadas em 2000: tem em conta os desenvolvimentos culturais, sociais e tecnológicos que moldaram as bibliotecas nos vinte anos passados desde a sua publicação. A Recomendação inclui novas seções, como a participação democrática, a Agenda 2030 sobre desenvolvimento sustentável, a transformação digital, e a inteligência artificial.

## Estrutura
A EBLIDA é constituída pelo Conselho, Comité Executivo, Secretariado e outros órgãos opcionais, como Comissões Permanentes, Grupos de Peritos e outras Comissões ad hoc .
O órgão máximo da EBLIDA é o Conselho, composto por representantes dos membros plenos (full member) e associados (associate member). O Conselho decide as políticas e a estrutura geral da organização e é responsável pela eleição do Comitê Executivo e do Presidente. O Comitê Executivo é o segundo órgão mais alto na hierarquia da EBLIDA e é composto por um mínimo de 4 e um máximo de 10 membros eleitos, além do Presidente. Representa a EBLIDA e exerce direitos de gestão e administrativos.
O Secretariado executa as decisões do Conselho e do Comitê Executivo e trata as atividades quotidianas. O chefe do Secretariado e executivo da EBLIDA é o Diretor, que é nomeado pelo Comitê Executivo.

## Publicações
A EBLIDA é autora de uma série de publicações sobre os tópicos de empréstimo de livros digitais, legislação e política de bibliotecas, e bibliotecas e Objetivos de Desenvolvimento Sustentável. Estas fornecem análises aprofundadas dos tópicos e recomendações para o futuro das bibliotecas europeias e incluem o Handbook on comparative e-lending policies in Europe (abril de 2023), o Second European Report on Sustainable Development Goals and Libraries: 2023 Update (março de 2023) e UA Guide for Library Applicants: European Structural and Investment Funds (ESIF) 2021-2027 (2021), entre outros.
A EBLIDA também fornece acesso a uma série de documentos de posição oficial e declarações sobre as questões que têm afetado as bibliotecas na Europa desde o nascimento da organização.